# Lia Orlandini
Lia Orlandini, all'anagrafe Camilla Orlandini (Milano, 12 gennaio 1896 – Bologna, 9 aprile 1975), è stata un'attrice e doppiatrice italiana.

## Biografia
Esordì nel 1913 a soli 17 anni nell'edizione muta di Quo vadis? diretta da Enrico Guazzoni; in seguito passò al teatro e dopo l'avvento del sonoro si dedicò prevalentemente al cinema, in cui però comparve molto poco, al doppiaggio ed all'attività radiofonica.
Nell'attività di doppiatrice ha dato la voce a Carole Lombard, Jeanette MacDonald, Jean Arthur ne La conquista del West, Merle Oberon ne La voce nella tempesta, Loretta Young in Accadde una sera, Anita Louise ne Gli amanti del sogno, Ann Miller in Palcoscenico, Andrea Leeds ne La gloriosa avventura, Mary Astor ne La grande missione.
Era sposata con l'attore Ruggero Lupi fino alla morte di lui nel 1933. Si sposò in seconde nozze col futurista Michele Leskovic, in arte Escodamè.

## Filmografia

Lia Orlandini in una foto di gioventù

- Quo vadis?, regia di Enrico Guazzoni (1913)
- Gaio Giulio Cesare, regia di Enrico Guazzoni (1914)
- Assenza ingiustificata, regia di Max Neufeld (1939)
- Retroscena, regia di Alessandro Blasetti (1939)
- La notte delle beffe, regia di Carlo Campogalliani (1939)
- Abbandono, regia di Mario Mattoli (1940)
- Trappola d'amore, regia di Raffaello Matarazzo (1940)
- Giù il sipario, regia di Raffaello Matarazzo (1940)
- Dopo divorzieremo, regia di Nunzio Malasomma (1940)
- Cuori nella tormenta, regia di Carlo Campogalliani (1940)
- Le signorine della villa accanto, regia di Gian Paolo Rosmino (1942)
- Fari nella nebbia, regia di Gianni Franciolini (1942)
- La fabbrica dell'imprevisto, regia di Jacopo Comin (1942)
- Mater dolorosa, regia di Giacomo Gentilomo (1943)
- Due cuori fra le belve, regia di Giorgio Simonelli (1943)
- Gioco d'azzardo, regia di Parsifal Bassi (1943)
- La moglie in castigo, regia di Leo Menardi (1943)
- Ho tanta voglia di cantare, regia di Mario Mattoli (1943)
- La casa senza tempo, regia di Andrea Forzano (1943)
- All'ombra della gloria, regia di Pino Mercanti (1945)
- Il mondo vuole così, regia di Giorgio Bianchi (1946)
- Il corriere di ferro, regia di Francesco Zavatta (1947)
- Il vento m'ha cantato una canzone, regia di Camillo Mastrocinque (1947)
- Il fantasma della morte, regia di Giuseppe Guarino (1948)
- Inganno, regia di Guido Brignone (1952)
- La voce del sangue, regia di Pino Mercanti (1953)
- Gran varietà, regia di Domenico Paolella (1954)
- Lettera napoletana, regia di Giorgio Pàstina (1954)
- 'Na sera 'e maggio, regia di Giorgio Pastina (1955)

## Prosa radiofonica e televisiva
- Diversi lavori per EIAR e RAI
- I fratelli Karamàzov (1969, sceneggiato televisivo, Programma Nazionale)

## Doppiaggio
- Jeanette MacDonald in Musica sulle nuvole, Primavera, Primavera di sole
- Heather Angel in Il traditore
- Jean Arthur in La conquista del West
- Mary Astor in La grande missione
- Joan Bennett in Letti gemelli, Duello mortale
- Barbara Brown in Non sei mai stata così bella
- Irene Browne in Scarpette rosse
- Clara Calamai in Ettore Fieramosca
- Françoise Christophe in Una donna libera
- Gladys Cooper in Il giardino segreto
- Lucy D'Albert in In cerca di felicità
- Rubi Dalma in L'argine
- Enrica Dyrell in I figli di nessuno
- Jane Farrar in Il fantasma dell'Opera
- Geraldine Fitzgerald in Una luce nell'ombra
- Lillian Gish in Il ritratto di Jennie
- Katharine Hepburn in Susanna! (doppiaggio originale)
- Mary Hinton in Quel bandito sono io
- Fay Holden in La sbornia di David
- Andrea Leeds in La gloriosa avventura
- Joan Leslie in Dimmi addio
- Anita Louise in Gli amanti del sogno
- Rosalia Maggio in Desiderio 'e sole
- Gertrude Michael in Cleopatra
- Ann Miller in Palcoscenico
- Gaby Morlay in Turno di notte
- Merle Oberon in La voce nella tempesta (doppiaggio originale)
- Martha Raye in La fidanzata di tutti
- Hertha Thiele in Anna ed Elisabetta[3]
- Cesira Vianello in Tombolo, paradiso nero
- Elisabeth Young in All'est di Giava